# 中村晨
中村 晨（なかむら しん、1997年8月8日 - ）は、熊本県熊本市出身の元プロ野球選手（投手）。右投右打。プロでは育成選手であった。現在はサラリーマンで営業をしている。妻は元HKT48の筒井莉子。

## 経歴

### プロ入り前
慶徳小学校の4年生から春日少年野球クラブで野球を始め、藤園中学校では軟式野球部で捕手をしていた。 
ルーテル学院高等学校に進学。1年生の夏の終わり頃から本格的に投手に転向する。
2015年10月22日に行われたプロ野球ドラフト会議で福岡ソフトバンクホークスから育成選手ドラフト4巡目で指名され、支度金300万円、年俸270万円(いずれも推定)で入団した。
背番号は136。

### プロ入り後
2016年、二軍公式戦での登板は無く、三軍戦では15試合に登板し、32回1/3を投げ、0勝5敗、防御率5.57でシーズンを終えた。
2017年、今シーズンも二軍公式戦での登板機会は得られなかったが、三軍戦において、21試合の登板で58イニングを投げ、2勝2敗、防御率3.26と、前年より好成績を挙げる。
シーズンオフの10月19日、11月25日から台湾で開催される2017アジアウインターベースボールリーグにおいて、NPBウエスタン選抜に選出された。
2018年、3年目で二軍公式戦で2試合の登板登板機会を掴み、三軍戦では24試合で111回を投げ、10勝7敗、防御率3.16の成績を残す。10月31日、規定により自由契約公示。同年12月1日に育成選手として再契約された。
2019年、二軍公式戦の登板機会はなく、三軍戦で28試合の登板で31回2/3を投げ、0勝0敗1セーブ、防御率5.68を記録する。シーズン終了後戦力外を通告された。

### 現役引退後
ソフトバンク株式会社の本社に勤務し、営業職として働いている。2020年8月8日、元HKT48の筒井莉子と結婚。

## 選手としての特徴
天性の柔らかさとキレの良いストレートを投げる、将来性豊かな本格派右腕。将来の先発候補として期待されていた。

## 詳細情報

### 年度別投手成績
- 一軍公式戦出場なし

### 背番号
- 136 （2016年 - 2019年）

### 登場曲
- 「Drive」WANIMA （2019年）
- 「Nightcore」Heartbeat （2019年）

### 代表歴
- 2017アジアウインターベースボールリーグ：NPBウエスタン選抜[7]